# Hans Schlais

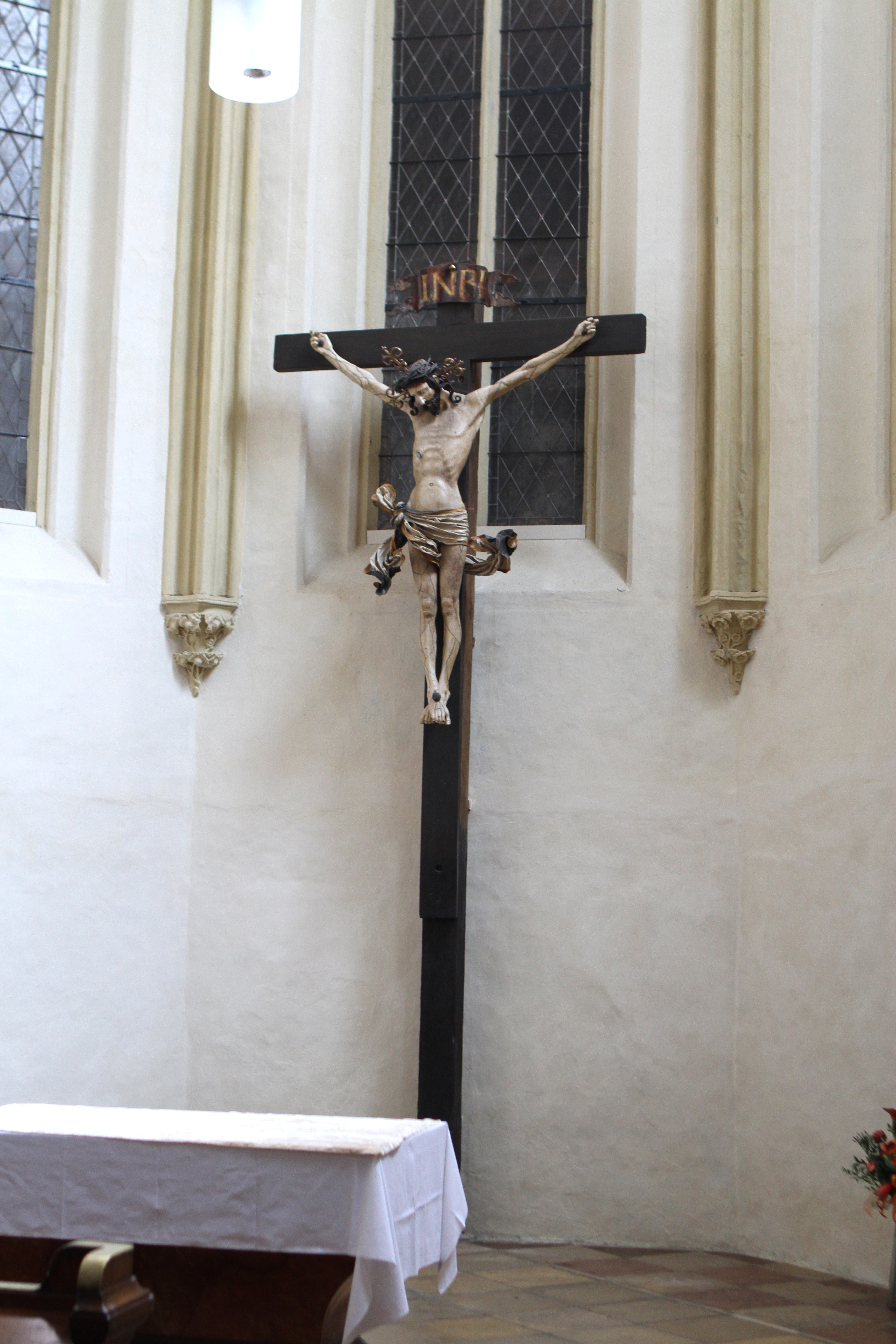
Kruzifix in der Kreuzkapelle der Michaelerkirche (um 1510/15)

Hans Schlais (fl. 1498–1532) war ein niederösterreichischer Bildschnitzer mit Sitz in Wien.

## Leben
1521 trat Hans Schlais gemeinsam mit dem kaiserlichen Rat Stefan Agler als Vormund von Michael Agler auf. 1529 ist Schlais erneut Sachverwalter von Hans, Sohn des Kramers Stefan Messin, gewesen.
Die Schnitzereien des Pulkauer Flügelaltars können Hans Schlais archivalisch zugewiesen werden. Die Malereien dieses Retabels stammen vom Meister des Pulkauer Altars, der als Generalunternehmer Schlais und seine Werkstatt mit den Schnitzarbeiten beauftragte.

## Werke (Auswahl)

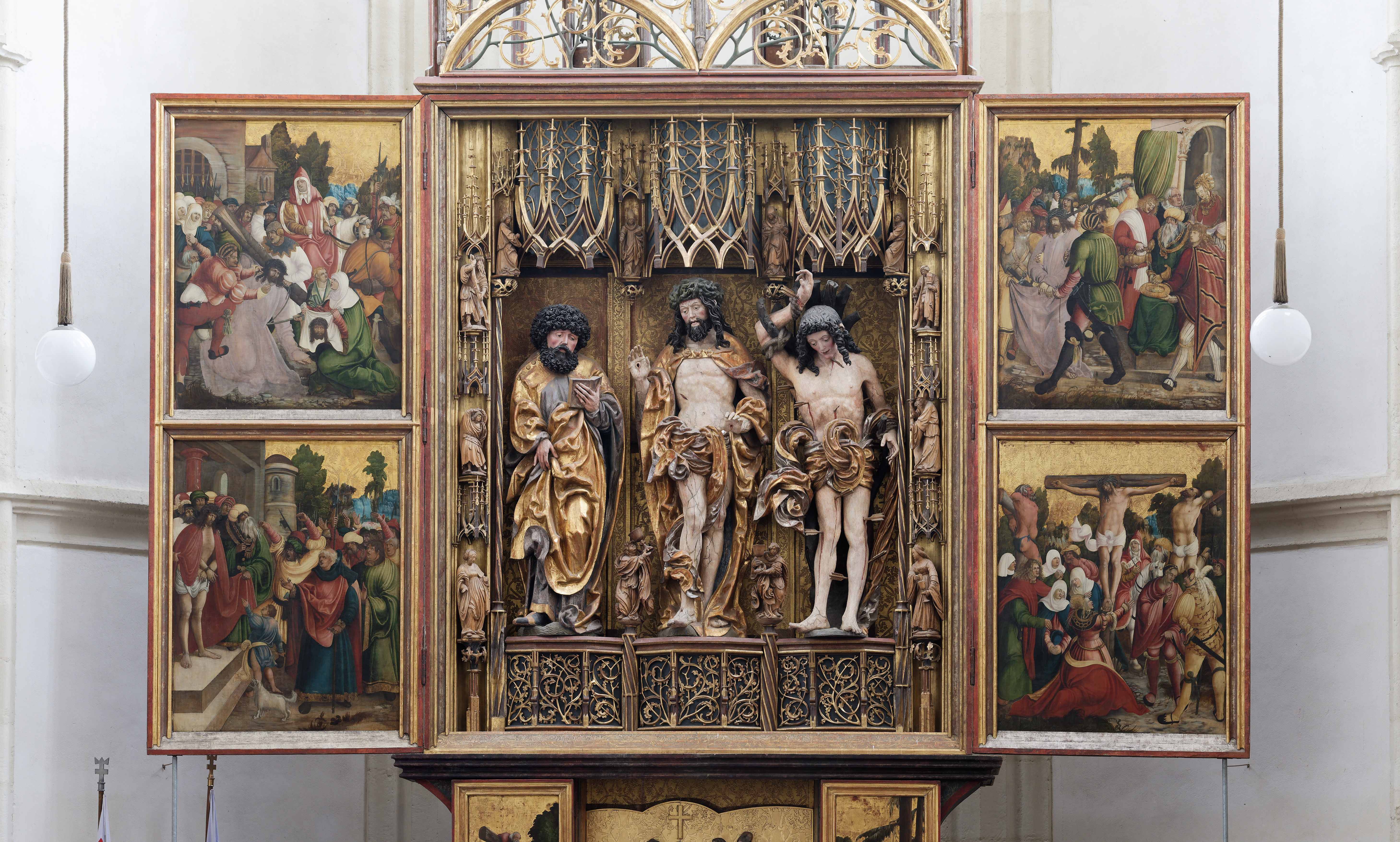
Skulpturenschrein des Pulkauer Retabels (um 1515/25)

Schais Arbeiten bildeten regional eine der wichtigsten Positionen des Übergangs von der Spätgotik zur Renaissance und werden der sogenannten Donauschule zugerechnet.
Archivalisch gesicherte Werke:
- Flügelaltar in der Filialkirche Pulkau in Pulkau (um 1515/25)

Zugeschriebene Werke:
- Kruzifix im südöstlichen Nebenchor („Kreuzkapelle“) der Michaelerkirche in Wien (um 1510/15)[2]
- Marienkrönung, Privatbesitz (um 1530)[5]